# Charlie i Józef są rywalami
Charlie i Józef są rywalami (ang. Those Love Pangs) – amerykański film niemy z 1914 roku, w reżyserii Charliego Chaplina.

## Obsada
- Charlie Chaplin – uwodziciel
- Chester Conklin – konkurent
- Norma Nichols – gospodyni
- Edgar Kennedy
- Vivian Edwards – dziewczyna
- Cecile Arnold – dziewczyna